# 최고 위기 관리자
최고 위기 관리자(最高危機管理者, Chief Risk Officer, CRO)는 잠재적인 경영위험을 파악, 측정하고 이에 대한 계획을 세워 관리하는 기업의 임원을 말한다.

## CRO의 역할
- 위험관리에 대한 기업의 리더십 강화
- 위험관리 정책 개발
- 전사적 위험관리의 프레임워크 구성
- 위험관리 조직 구성 및 인력 배치

## CRO도입시 장/단점

### 장점
- 체계적인 위험 관리를 통해 영업손실을 줄일수 있음.
- 장기적/단기적 위험의 허용한계를 설정, 관리하여 수익의 변동성을 줄일수 있음.
- 가장 궁극적인 목적은 주주의 가치를 극대화 하는데 있음.
- 위험 관리에 대한 교육을 통해 모든 구성원들 간에 높은 수준의 위험관리 의식을 갖게 됨.
- 경영의 안정성과 대내외적인 경영의 투명성 강화.
- 독립적이고 강화된 위함 관리 조직과 기능 확립.

### 단점
- 위험관리 데이터, 분석 시스템, 관련 스킬의 개발에 적지 않은 투자 필요.
- 내부적으로 인적자원을 충당하기 어려운 경우가 많음.